# Astragalus kelleri
Astragalus kelleri är en ärtväxtart som beskrevs av Mikhail Grigoríevič Popov. Astragalus kelleri ingår i släktet vedlar, och familjen ärtväxter. Inga underarter finns listade i Catalogue of Life.